# Werner von Houwald
Werner Max-Karl Freiherr von Houwald (* 15. September 1901 in Ulm; † 14. April 1974 auf dem Hipfelhof bei Heilbronn-Frankenbach) war ein deutscher Maler.

## Werdegang
Werner von Houwald entstammt dem Adelsgeschlecht der Houwald. Er kam als Sohn des Offiziers Georg von Houwald (1855–1927) zur Welt. Im Alter von 18 Jahren ging er an die Kgl. Akademie der bildenden Künste in Stuttgart, wo er bei Adolf Hölzel Malerei studierte. Sein Werk umfasst Landschaften, Porträts und Stillleben. 1945 war er in Traunstein Mitbegründer der Künstlergruppe Der Rote Reiter. 1953 beteiligte er sich in der DDR mit einem Stillleben in Öl an der Dritten Deutschen Kunstausstellung in Dresden.

## Ehrungen
- 1973: Verdienstkreuz 1. Klasse der Bundesrepublik Deutschland[2]

## Ausstellungen
- 1965: Kunstverein Ulm
- 1973: Galerie Dorn, Stuttgart[3]